# Rochefortia acanthophora
Rochefortia acanthophora là loài thực vật có hoa trong họ Ehretiaceae. Loài này được Augustin Pyramus de Candolle miêu tả khoa học đầu tiên năm 1845 dưới danh pháp Ehretia acanthophora. Năm 1862 August Heinrich Rudolf Grisebach chuyển nó sang chi Rochefortia.